# Omar al-Qattan
Omar al-Qattan (arabisch عمر القطان, DMG ʿUmar al-Qaṭṭān; * 4. Mai 1964 in Beirut, Libanon) ist ein kuwaitischer Filmproduzent und Leiter („Chairman of the Board“) der A. M. Qattan Foundation.

## Leben
al-Qattans Eltern stammen aus Palästina. Sie haben sich in Kuwait kennengelernt und geheiratet, wo beide als Lehrer arbeiteten. Sein Vater, Abdel Mohsin al-Qattan (gest. 2017 in London), wurde in Kuwait erst Staatsangestellter und später Bauunternehmer. Er ist der Gründer der A. M. Qattan Foundation.
In Omar al-Qattans Geburtsjahr wurden seine Eltern in Kuwait eingebürgert. Die Familie lebte in den folgenden elf Jahren bis zum Ausbruch des Bürgerkriegs in Beirut. Omar wurde nach England geschickt und besuchte dort bis 1982 ein Internat.
Seit 1987 befasst sich Omar al-Qattan mit der Filmerei. Schon während seiner Zeit auf der Filmschule Institut national supérieur des arts du spectacle et des techniques de diffusion (INSAS) in Brüssel führte er Regie bei verschiedenen Dokumentar-Kurzfilmen und seinem ersten Spielfilm La Danse. Zu Beginn seiner Studien war der palästinensische Regisseur Michel Khleifi sein Lehrer. Mit Khleifi produzierte er bis heute mehrere Filme.
1991 ließ sich al-Qattan in London nieder und gründete dort 1992 zusammen mit Khleifi eine Produktionsfirma, Sourat UK, die 1993 in Sindibad Films Ltd umbenannt wurde.
Seit dem Jahr 2000 kümmert Omar al-Qattan sich vermehrt um die Stiftung seines Vaters.

## Preise und Auszeichnungen
- 1991: Joris Ivens Award des International Documentary Film Festival Amsterdam.

## Filmografie
- 1987: Je suis...tu es?, Kurzfilm, Regie.
- 1990/1991: Cantique des Pierres, 100 Minuten; Regieassistent. Regisseur: Michel Khleifi.
- 1991: Rêves et silences, Regie.
- 1992: L'Ordre du jour, Co-Produzent, Regisseur: Michel Khleifi.
- 1996: Going Home... A British Veteran in Palestine, Regie und Produzent.
- 1998: Jerusalem, Regie und Produzent.
- 1999: Homesick, Drehbuch.
- 2000: Amal, My Star, Produzent.
- 2000/2002: Muhammed: Legacy of a Prophet, Co-Regisseur mit Michael Schwarz.
- 2003/2004: Route 181 – Fragments of a Journey to Palestine/Israel, Regie: Michel Khleifi und Eyal Sivan.[2]